# Rivula leucanioides
Rivula leucanioides là một loài bướm đêm trong họ Erebidae.